# Goingou
Goingou est un village de la Région du Nord au Cameroun. Il est situé dans la commune de Madingring dans le département du Mayo-Rey.

## Géographie
Goingou est localisé à 8° 30' 24N de latitude et 14° 59' 0E de longitude. Le village est à proximité des localités de Bongo, de Kwoengou (4.5 km), de Madigring (7.7 km).

## Infrastructure et association
Le village dispose d'une école.

## Population et Société

### Population totale
En 2014, la population recensée du village était de 767 habitants.

#### Répartition de la population selon les âges
| Hommes | Classe d’âge | Femmes |
| ------ | ------------ | ------ |
| 45     | 0–5          | 53     |
| 82     | 6–13         | 73     |
| 56     | 14–19        | 60     |
| 105    | 20–34        | 112    |
| 95     | 35–59        | 78     |
| 5      | 60–+         | 3      |